# 文学词汇表
本文旨在提供一份尽可能完整的有关文学及相关领域的术语列表，按条目对应的英文词组排序。

## A
- 字母表——字母書寫系統之字位
- 谚语——一些蘊含道理的熟語
- 形容词——词类
- 副词
- 头韵——英语语音修辞手段之一
- 典故——隱晦或不經意的文本連接
- 寓言——含有道德教育或者警世智慧的故事
- 时代错置——时代不一致
- 醒悟
- 回溯
- 类比
- 倒装
- 轶事
- 编年史——史書體例
- 注释
- 反语
- 先行词
- 选集
- 反高潮 (叙事)
- 反英雄
- 反转
- 对立
- 反义词
- 格言
- 截断
- 顿呼法
- 拟古主义——舊時或古代用語、現代罕用
- 原型——一种普遍的概念、形象或模式
- 论点——试图说服，或确定，一个论点的真假
- 旁白
- 晨歌
- 观众
- 自传
- 自指
- 先锋派

## B
- 民谣
- 吟游诗人——中世紀的一种專業詩人
- 参考文献——引用時指向來源的文獻
- 成长小说
- 传记
- 滑稽剧——戏曲种类
- 短歌
- 拜伦式英雄

## C
- 停顿
- 西方正典
- 圣歌
- 歌曲——歌詞配以旋律而成的聲樂形式
- 漫画——藝術類型
- 及时行乐
- 净化
- 凯尔特艺术
- 凯尔特复兴
- 小册子
- 角色——叙述性艺术作品中的虚构人物或非人角色
- 骑士文学
- 编年史——史書體例
- 五行诗
- 古典主义
- 克莱里休诗
- 陈词滥调
- 高潮 (叙事)
- 斗篷与匕首
- 细读
- 喜剧——旨在幽默的戲劇作品類型
- 即兴喜剧——戏剧形式
- 索引——词或短语列表
- 密友——维基媒体消歧义页
- 冲突 (叙事)
- 一致性 (逻辑)——在邏輯上，理論的屬性不包含矛盾
- 矛盾——兩個或多個命題之間的邏輯不兼容
- 语境——语言使用的环境
- 风俗——一套商定的、规定的或普遍接受的标准
- 对联
- 宫廷爱情——中世纪骑士向贵族女士表达爱与钦佩的概念
- 危机

## D
- 绅士
- 衰落
- 礼仪
- 指称
- 结局
- 描述
- 机械降神
- 方言——地理學或社會學定義的語言變種
- 对话
- 词汇
- 插叙——叙事手法
- 话语——书面或口语的交流
- 元音和谐
- 对句
- 颂歌
- 灵感
- 打油诗
- 戏剧——演員將某個故事或情境，以對話、歌唱或動作等方式所表演出來的藝術
- 滑稽
- 哑剧
- 反乌托邦——不好的社会型态

## E
- 描述性语言——描述目标的性质，让电脑明白目标，而非流程
- 挽歌
- 省略
- 象征
- 变位
- 尾韵
- 换行
- 尾声
- 重复——音乐中声音素材的重复部分
- 尾声
- 顿悟
- 情节
- 知识论——研究人类认识的本质及其发展过程的哲学理论，为哲学的一个组成部分
- 书信——在紙上的書面消息，包含在運輸過程中從另一方發送到另一方的信息，通常存儲在信封中
- 书信体小说
- 墓志铭——墓碑上的銘文
- 修饰语
- 划线法
- 成长小说
- 散文——文学体裁
- 伦理——对人类道德生活进行系统思考和研究的哲学分支
- 赞美诗
- 夸张
- 解释——對事物的現象、過程、狀態、道理等進行描述
- 例证
- 叙述 (文学技巧)

## F
- 寓言——含有道德教育或者警世智慧的故事
- 短篇故事——篇幅短于中篇小说的故事
- 童话——一種以小說為體裁的兒童文學作品
- 推想小說——包括科幻、恐怖、奇幻和架空歷史等的作品類型
- 闹剧
- 小说——虚构类文学作品
- 修辞手法——西方修辭技巧 中之tricolon crescens 和 tricolon diminuens
- 修辞格——西方修辭技巧 中之tricolon crescens 和 tricolon diminuens
- 世纪末
- 对开本 (印刷)——书刊页面的规格大小
- 民间传说
- 音步
- 伏笔
- 浮夸

## G
- 文学体裁——文學作品類別
- 英雄史诗
- 哥特小说
- 希腊悲剧
- 古诗——维基媒体消歧义页

## H
- 俳句——日本诗歌形式
- 半韵——維基媒體消歧義頁
- 原罪
- 高等批评
- 历史小说——過去的故事； 電影和文學體裁
- 历史语言学
- 历史现在时
- 历史剧——電影片種
- 手稿
- 讲道
- 傲慢——道德品質
- 幽默
- 赞美诗
- 倒置
- 倒装
- 昵称——人或物因其特徵而被賦予的非正式稱號

## I
- 抑扬格
- 抑扬五步格
- 习语——具有像徵意義的單詞組合
- 意象主义
- 推断
- 双关
- 感叹词
- 互文性
- 讽刺

## J
- 耶利米书——《聖經》的一部分
- 绝句
- 尤维纳利斯式讽刺

## K
- 歌舞伎——日本的古典藝能，舊劇
- 季语
- 标准发音
- 断句——维基媒体消歧义页

## L
- 湖畔诗人
- 哀歌——维基媒体消歧义页
- 桂冠诗人
- 传奇——维基媒体消歧义页
- 轻重音
- 打油诗
- 文学批评——以文学作品为基础兼及文学活动、文学思潮和文学现象的理论性分析
- 文学运动
- 女性化
- 文学理论——关于文学的理论
- 文学——戲劇、詩歌、小說、散文等以語言文字為表現形式的藝術
- 谬误——广义的谬误指的是错误的认识；狭义的谬误指的是错误的论证
- 逻各斯——哲學概念
- 长诗
- 迷失的一代——在第一次世界大戰期間成長的一代，出生日期大約從1883年到1900年
- 低俗喜剧
- 摇篮曲
- 抒情诗——一種以藝術形象反映生活，抒發在生活中激起的思想感情詩歌

## M
- 混合语言
- 牧歌——文藝復興時期和巴洛克早期的世俗聲樂創作
- 魔幻现实主义——艺术运动
- 即兴喜剧——戏剧形式
- 意义 (语言学)
- 情节剧
- 回忆录
- 隐喻
- 转喻——比喻修辞手法
- 韵律
- 模仿
- 模式 (文学)
- 独幕剧
- 独唱
- 专著
- 独白
- 单行本——將連載漫畫或小說的內容集結重印為一本獨立的書
- 情绪 (文学)
- 道德——將意圖、決定和行動區分為適當和不適當的準則
- 动机
- 缪斯——九位古老文艺女神的总称
- 神话——故事

## N
- 叙述——以書面或口頭評論的形式向觀眾傳達故事
- 叙事诗
- 视角
- 叙事学
- 叙述者
- 自然主义
- 新词——新造或借用的词
- 非虚构
- 小说——虚构类文学作品
- 中篇小说——篇幅介于长篇小说和短篇小说的故事
- 短篇小说——篇幅短于中篇小说的故事

## O
- 颂歌
- 俄狄浦斯情结
- 拟声词
- 牛津运动
- 矛盾语

## P
- 戏仿——一種二次創作方式
- 情感
- 短语——一組（一個或多個）單字
- 角色——叙述性艺术作品中的虚构人物或非人角色
- 拟人化
- 实践智慧
- 流浪汉小说
- 情节
- 视角
- 后殖民主义
- 后现代主义
- 现在完成时——present perfect tense
- 闪回
- 序言
- 散文——文学体裁
- 主角——角色类型
- 谚语——一些蘊含道理的熟語
- 诗篇——《圣经》的一部分, 分為五卷， 舊約聖經詩歌智慧書的第二卷，共150章
- 双关

## Q
- 四行诗
- 五言诗 (诗歌)

## R
- 编辑——为各种媒体在出版前进行后期制作，包括文字、图像、录音、录像、多媒体生成处理，以及制作审核、校对的工作
- 红鲱鱼
- 副歌——音乐歌曲中的高潮部分
- 连歌
- 连句
- 倒叙——叙事方法
- 狂想曲
- 修辞学
- 修辞手法——西方修辭技巧 中之tricolon crescens 和 tricolon diminuens
- 押韵——語言當中重覆類似發音的現像
- 节奏——節拍的組合
- 俄罗斯形式主义

## S
- 萨吉
- 讽刺
- 感性——一种觉察与思考事物的心理能力
- 莎士比亚十四行诗
- 明喻
- 绰号——人或物因其特徵而被賦予的非正式稱號
- 十四行诗
- 语法人称——语言学术语
- 诗节
- 刻板印象——人们根据性别、年龄、种族、职业或成长环境等简单线索形成的对人或群体概括的、固定的看法
- 结构主义——語言學、人類學、哲學觀點
- 崇高
- 三段论
- 象征主义
- 提喻
- 语法——語言結構與規律

## T
- 同义反复 (修辞)
- 叙事——以書面或口頭評論的形式向觀眾傳達故事
- 短歌
- 主语——句子的一种成分
- 文本
- 文本批评
- 残酷剧场
- 主题 (文学)——当代文学研究中文本研究的中心话题
- 论题
- 檄文——皇帝对臣民下达命令或公告事项的正式公文
- 悲剧
- 悲喜剧
- 超验主义——哲學思想
- 转喻——比喻修辞手法
- 翻译——把一種語言的文字或話語等資訊轉變成另一種語言
- 三艺 (教育)
- 抑扬格
- 修辞手法——西方修辭技巧 中之tricolon crescens 和 tricolon diminuens
- 游吟诗人

## U
- 地下出版物
- 不可靠叙述者

## V
- 诗人——編寫詩詞的人
- 滑稽剧——戏曲种类
- 现实主义——西方19世纪的艺术思潮
- 自由诗
- 诗歌——文學形式
- 反派——故事中的邪恶角色
- 清浊音
- 漩涡主义
- 武加大译本

## W
- 西方正典